# Combretum cinnabarinum
Combretum cinnabarinum är en tvåhjärtbladig växtart som beskrevs av Adolf Engler och Diels. Combretum cinnabarinum ingår i släktet Combretum och familjen Combretaceae. Inga underarter finns listade i Catalogue of Life.